# Uczitielskij
Uczitielskij (ros. Учительский) – osiedle typu wiejskiego w zachodniej Rosji, w sielsowiecie iwanowskim rejonu rylskiego w obwodzie kurskim.

## Geografia
Miejscowość położona jest 6 km od centrum administracyjnego sielsowietu iwanowskiego (Iwanowskoje), 21 km od centrum administracyjnego rejonu (Rylsk), 85,5 km od Kurska.

## Demografia
W 2010 r. miejscowość zamieszkiwało 391 osób.